# 방선균아강
방선균아강(Actinobacteridae)은 방선균강에 속하는 세균 아강의 하나이다.
이 아강은 다양하게 분류된다. 이 아강 분류의 한 예는 다음과 같다.
- 방선균목 (Actinomycetales)
  - 방선균아목 (Actinomycineae)
    - 방선균과 (Actinomycetaceae)
      - 방선균속 (Actinomyces)

    - 프로피오니박테리움과 (Propionibacteriaceae)
      - 프로피오니박테리움속 (Propionibacterium)

    - 프란키아과 (Frankiaceae)
      - 프란키아속 (Frankia)

    - 미크로코쿠스과 (Micrococcaceae)
      - 아르트로박테르속 (Arthrobacter)
      - 미크로코쿠스속 (Micrococcus)

    - 미크로모노스포라과 (Micromonosporaceae)
      - 미크로모노스포라속 (Micromonospora)

    - 스트렙토미케스과 (Streptomycetaceae)
      - 스트렙토미케스속 (Streptomyces)

  - 코리네박테리움아목 (Corynebacterineae)
    - 미코박테리움과 (Mycobacteriaceae)
      - 미코박테리움속 (Mycobacterium)

    - 코리네박테리움과 (Corynebacteriaceae)
      - 코리네박테리움속 (Corynebacterium)

    - 노카르디아과 (Nocardiaceae)
      - 노카르디아속 (Nocardia)
- 비피도박테리움목 (Bifidobacteriales)
  - 비피도박테리움과 (Bifidobacteriales)